# Glen Miler
Alton Glen Miler (1. mart 1904 – nestao 15. decembar 1944) bio je američki trombonista velikog benda, aranžer, kompozitor i bend-lider u eri svinga. On je bio je najprodavaniji snimatelj od 1939. do 1942. godine, vodeći jedan od najpoznatijih big bendova. Milerovi snimci uključuju „In the Mood”, „Moonlight Serenade”, „”, „”, „”, „”, „”, „”, „Tuxedo Junction”, „Elmer's Tune”, i „”. U samo četiri godine Glen Miler je postigao 16 rekorda broj jedan i 69 najboljih deset hitova - više nego Elvis Presli (38 top 10) i Bitlsi (33 top 10) u karijeri. Dok je putovao da zabavlja američke trupe u Francuskoj tokom Drugog svetskog rata, Milerov avion je nestali u lošem vremenu preko Engleskog kanala.
Miler se smatra ocem savremenih američkih vojnih bendova. Godine 1942, dobrovoljno se prijavio da se pridruži američkoj vojsci kako bi zabavljao trupe tokom Drugog svetskog rata i završio u Vazdušnim snagama američke vojske. Njihov posao je bio jednako težak kao i civilni bend. Sa punom gudačkom sekcijom koja je dodata velikom bendu, Orkestar vojnog vazduhoplovstva majora Glena Milera bio je preteča mnogih američkih vojnih velikih bendova.
Miler je nestao u akciji (MIA) 15. decembra 1944. na letu iznad Lamanša. U skladu sa Standardnom operativnom procedurom za američke vojne službe, Miler je zvanično proglašen mrtvim godinu i dan kasnije. Vojna istraga dovela je do zvaničnog nalaza smrti Milera, Normana Besela i Džona Morgana, koji su svi poginuli na istom letu. Sva trojica oficira su navedena na spisku nestalih na Američkom groblju i memorijalu u Kembridžu, Engleska. Pošto njegovo telo nije bilo moguće pronaći, Mileru je dozvoljeno da ima spomenik na Nacionalnom groblju u Arlingtonu, Virdžinija, kojim upravlja vojska SAD. U februaru 1945. posthumno je odlikovan medaljom Bronzana zvezda.

## Detinjstvo
Glen Miler je rođen u Klarindi, gradu u američkoj saveznoj državi Ajovi. Dodao je drugo n u „Glenn” tokom srednje škole. Kao i njegov otac (Luis Elmer) i njegova braća i sestre (Elmer Din, Džon Herbert i Ema Ajrin), Miler je nosio svoje srednje ime Glen. Denis Sprag iz Arhiva Glena Milera potvrđuje, „Milerova upotreba njegovog imena, Alton je bila neophodna u pravne i vojne svrhe, te je logično zašto se pojavljuje u formalnim dokumentima kao što su njegovi vojni dokumenti, vozačke dozvole, porezski izveptaj, itd.“ On je naveden kao Alton G. Miler u odeljku Vojnog vazduhoplovstva na Ploči nestalih na Kembridžškom američkom groblju i memorijalu u Kembridžu, Engleska. Njegovo ime je ugravirano kao major Alton Glenn Miller, Armija SAD (Vazduhoplovni korpus) na njegovom nadgrobnom spomeniku koji je izdala vlada (G.I.) u Memorijalnoj sekciji H na Arlingtonskom nacionalnom groblju u Arlingtonu, Virdžinija. Njegova poslednja vojna jedinica ima spomen stablo u odeljku 13 na Vilson Drajvu. Jedno stablo američke zelenike je posvećena 15. decembra 1994. godine, na 50. godišnjicu Milerove smrti, veteranima Orkestra Vojnog vazduhoplovstva majora Glena Milera.
Dok je još bio mali njegova porodica se preselila u Nort Plejt u Nebraski. Muzikom se počeo baviti kad mu je otac poklonio mandolinu, koju je ubrzo zamenio trombonom, koji mu je potom postao i omiljeni instrument.

## Profesionalni muzičar
Studije je započeo 1923. godine na Univerzitetu Kolorado, gde postaje član Sigma Nu Fraternity, ali veći deo vremena provodi po raznim audicijama i svirajući, uglavnom sa sastavom Bojda Sentera u Denveru. Budući da je propustio tri od pet predmeta u istom semestru, napušta studije, želeći da postane profesionalni muzičar. Studirao je kasnije tzv. „Šilingerovu tehniku” kod Jozefa Šilingera, pomoću koje je posle ostvario i prepoznatljivi „Milerov zvuk” u melodijama poput „Serenada mesečine” i „Raspoložen”.

## Uspešan vođa orkestra
Glen Miler je jedan od muzičara koji je prodao veliki broj ploča u razdoblju od 1939. do 1943. godine, kao vođa jednog od najpoznatijih big bandova, Glen Milerov orkestar. Među njegove poznate kompozicije spadaju „In the Mood”, „Moonlight Serenade”, „Pennsylvania 6-5000”, „Chattanooga Choo Choo”, „A String of Pearls”, „At Last”, „(I've Got a Gal In) Kalamazoo”, „American Patrol”, „Tuxedo Junction” i „Little Brown Jug”.

## Drugi svetski rat
Glen Miler je bio prestar da bi bio regrutova u vojsku, ali se prijavio kao dragovoljac i dobio čin kapetana, da bi kasnije kao vođa orkestra dobio čin majora u Vazdušnim snagama vojske SAD-a. Miler je 15. decembra 1944. poletio iz vojne baze Tvinvud pored Bedforda u Engleskoj prema Parizu, gde ga je čekao njegov orkestar Vojni vazduhoplovni bend s kojim je trebao da proslavi upravo oslobođeni glavni grad Francuske. Međutim njegov avion, C-64 Norseman, nestao je toekom leta negde iznad kanala Lamanš: avion nije nikada pronađen, iako je bilo nekoliko pokušaja.

## Popularna kultura
Godine 1954. je snimljen film o Glen Milerovom životu s Džejmsom Stjuartom u glavnoj ulozi pod nazivom Mesečava serenada. Film je poznat i pod nazivom Glen Milerova priča.

## Literatura
- Bennett, Tony (1998). The Good Life. New York: Pocket Books. ISBN 978-0-671-02469-7.
- Butcher, Geoffrey (1997). Next to a Letter from Home. North Pomfret, Vt: Trafalgar Square. ISBN 978-0-7515-1078-2.
- Richard Grudens (2004). Chattanooga Choo Choo-The Life and Times of the World-famous Glenn Miller Orchestra. ISBN 978-1-57579-277-4.
- Friedwald, Will (1997). The Song Is You. New York: Da Capo Press. ISBN 978-0-306-80742-8.
- Flower, John (1972). Moonlight Serenade: a bio-discography of the Glenn Miller Civilian Band. New Rochelle, NY: Arlington House. ISBN 978-0-87000-161-1.
- Miller, Glenn (1943). Glenn Miller's Method for Orchestral Arranging. New York: Mutual Music Society. ASIN: B0007DMEDQ
- Miller, Glenn (1927). Glenn Miller's 125 Jazz Breaks For Trombone. Chicago: Melrose Brothers Music Company.
- Miller, Glenn (1939). Feist All-Star Series of Modern Rhythm Choruses Arranged By Glenn Miller For Trombone. New York: Leo J. Feist, Inc.
- Simon, George Thomas (1980). Glenn Miller and His Orchestra. New York: Da Capo paperback. ISBN 978-0-306-80129-7.
- Simon, George Thomas (1971). Simon Says. New York: Galahad. ISBN 978-0-88365-001-1.
- Schuller, Gunther (1991). The Swing Era: The Development of Jazz, 1930–1945. Volume 2. New York: Oxford University Press. ISBN 978-0-19-507140-5.
- Spragg, Dennis M (2017). Glenn Miller Declassified. Lincoln: University of Nebraska Press. ISBN 978-1612348957.
- Sudhalter, Richard (1999). Lost Chords. New York: Oxford University Press. ISBN 978-0-19-514838-1.

## Spoljašnje veze
- Glen Miler na sajtu Enciklopedija Britanika
- Glen Miler na sajtu  (jezik: engleski)